# Ingeborg Syllm-Rapoport
Ingeborg Syllm-Rapoport (Kribi, Camerun, 2 de setembre de 1912 - Berlín, 23 de març de 2017) va ser una metgessa alemanya especialitzada en neonatologia. Fugida del règim nazi, es feu famosa perquè el règim del Tercer Reich no li va permetre llegir la tesi doctoral l'any 1938, en aplicació de la llei racial (Syllm-Rapoport era d'ascendència jueva). Aquesta prohibició va permetre que el 2015 es convertís amb la persona més vella del món, 102 anys, en llegir una tesi doctoral.

## Infància
Rapoport va néixer amb el nom de Ingeborg Syllm el setembre de 1912 a Kribi, Camerun, aleshores una colònia alemanya. Poc després del seu naixement, la família es va traslladar a Hamburg, (Alemanya), on va créixer dins el marc d'una família amb un pare protestant i una mare jueva. Tot i la seva ascendència jueva, Ingeborg fou educada dins el protestantisme.
L'any 1938, Rapoport era una jove estudiant de doctorat a la Universitat d'Hamburg en plena efervescència de l'Alemanya Nazi. La seva vocació per la medicina provenia de la seva admiració per la feina d'Albert Schweitzer i els seus estudis i la seva tesi s'enfocaven sobre la malaltia de la diftèria. Rapoport va dipositar la tesi l'any 1938, quedant pendent de la defensa pública. Malauradament, però, el règim nazi va classificar a Rapoport com a Mischling (persona amb ascedència mig jueva i mig ària), i, per tant, tenia prohibit el dret a defensar la tesi i a obtenir el grau de doctora. El seu director de tesi, Rudolf Degkwitz, membre del Partit Nacional Socialista dels Treballadors Alemanys, va apuntar que de bon grat acceptaria el treball de Rapoport però que la legislació legal vigent (coneguda com a llei racial) no li permetia fer-ho. Val a dir que Degkwitz fou, posteriorment, empresonat per la seva oposició al programa d'eutanàsia infantil esperonada pel Degà de la facultat, un seguidor fanàtic d'Adolf Hitler.
Rapoport va emigrar als Estats Units el mateix any 1938. Es va enrolar a les escoles mèdiques de Brooklyn (Nova York)], Baltimore i Akron (Ohio). Va completar els seus estudis mèdics a la Woman's Medical College of Pennsylvania de Filadèlfia on va aconseguir un doctorat en medicina.

## Carrera
Rapoport va treballar com a neonatòloga a Cincinnati (Ohio), on va esdevenir cap del departament de pediatria i la primera europea a tenir una plaça en medicina neonatal. Posteriorment, quan el House Un-American Activities Committee es va percatar de la ideologia comunista de Rapoport i del seu marit, de la qual feien proselitisme en comunitats de veïns de Cincinnati, foren expulsats a Europa, primer a Viena i després a l'Alemanya de l'est (Berlín est) (1952).
Fou aleshores, quan Rapoport va decidir establir l'any 1969 la primera clínica de neonatologia a Alemanya, a l'hospital de la Charité, al Berlín oriental.

## Finalització doctorat
Setanta-set anys després de dipositar la seva tesi doctoral, la Universitat d'Hamburg va permetre, el maig 2015, que la defensés davant del comitè acadèmic de la facultat de medicina i, després de la valoració positiva del tribunal, li fou concedit un doctorat a l'edat de 102 anys. És la persona més vella del món en rebre el títol de doctor.

## Vida personal
Casada amb Samuel Mitja Rapoport, qui conegué a Cincinnati. Tingueren quatre fills. Un dels seus fills, Tom Rapoport, és professor de biologia cel·lular a Harvard mentre que un altre germà, Michael Rapoport, és matemàtic a la Universitat de Bonn. La filla gran, Susan Richter, és pediatra i la més petita, Lisa Lange, infermera pediàtrica. Vídua des de 2004, visqué fins a la seva mort a Berlín, Alemanya.